# Kolangiokarcinom

Kolangiokarcinom ili rak žučnih vodova je zloćudna novotvorina koja se sastoji od zloćudno promijenjenih epitelnih stanica žučnih vodova.
Kolangiokarcinomi prema anatomskom položaju mogu biti intrahepatični ili ekstrahepatični. Kolangiokarcinomi koji nastaju na mjestu spoja (konfluensu) lijevog i desnog jetrenog voda, hilarni kolangiokarcinomi nazivaju se još i Klatskinovi tumori prema američkom liječniku Geraldu Klatskinu. Prema histološkim značajkama preko 90% kolangiokarcinoma su adenokarcinomi (značajke žljezdanog epitela) dok su ostali planocelularni karcinomi (značajke pločastog epitela).
Bolest se najčešće maifestira porastom vrijednosti nalaza jetrenih enzima u biokemijskim pretragama krvi, žuticom ili bolovima u trbuhu.
U dijagnosticiranju bolest koriste se radiološke pretrage trbuha kao što su ultrazvuk, kompjuterizirana tomografija, magnetska rezonancija te tehnike prikaza žučnih vodova, kao što su endoskopska retrogradna kolangiopankreatografija (ERCP) i kolangiopankreatografija magnetskom rezonancijom (MRCP).
Ovisno o proširenosti bolesti u liječenju se koristi kemoterapija, radioterapija, te operativni zahvati.